# Saint-Michel-Loubéjou
Saint-Michel-Loubéjou (okzitanisch: Sent Miquèl lo Veson) ist eine französische Gemeinde mit 416 Einwohnern (Stand: 1. Januar 2022) im Département Lot in der Region Okzitanien (bis 2015 Midi-Pyrénées). Sie gehört zum Arrondissement Figeac und zum Gemeindeverband Causses et Vallée de la Dordogne.

## Geografie
Saint-Michel-Loubéjou liegt etwa 39 Kilometer nordnordwestlich von Figeac am Südwestrand des Zentralmassives. Nachbargemeinden sind Bretenoux im Norden, Cornac im Nordosten, Belmont-Bretenoux im Osten, Saint-Jean-Lespinasse im Süden und Südosten, Saint-Médard-de-Presque im Süden, Autoire im Südwesten sowie Prudhomat im Westen.

## Bevölkerungsentwicklung
| Jahr                       | 1962 | 1968 | 1975 | 1982 | 1990 | 1999 | 2006 | 2011 | 2018 |
| Einwohner                  | 268  | 281  | 282  | 295  | 296  | 362  | 362  | 379  | 403  |
| Quellen: Cassini und INSEE |      |      |      |      |      |      |      |      |      |

## Sehenswürdigkeiten
- Kirche Saint-Michel